# Luc Smolderen
Luc Smolderen, né le 7 février 1924 à Anvers et mort le 3 juillet 2013 à Uccle, est un diplomate, historien et numismate belge.

## Biographie
Sa carrière de diplomate le mena successivement à Damas, à Vienne (chef de la délégation belge et représentant permanent de la Belgique à l'Agence internationale de l'énergie atomique de 1972 à 1976), ambassadeur au Maroc (1981-1985), secrétaire général adjoint au ministère des Affaires étrangères (1986), il termina sa carrière diplomatique comme ambassadeur à Paris (1986-1989).
Il fut en outre chargé par les Affaires étrangères de la restauration du Palais d'Egmont à Bruxelles. Ses activités ne l’empêchèrent pourtant pas de s’adonner à ses passions.
Il fut président de la Société royale de numismatique de Belgique, et vice-président puis président de l'Académie royale d'archéologie de Belgique.
Devenu ambassadeur honoraire, il présenta à l'université catholique de Louvain, en philosophie et lettres (histoire) sa thèse de doctorat, qui portait le titre « Jacques Jonghelinck, sculpteur, médailleur et graveur de sceaux (1530-1606) » ». Il se consacra à une intense activité de recherche sur la médaille, spécialement sur la médaille de la Renaissance, et rédigea de nombreux articles et ouvrages. Pas un épisode (siège de Zierikzee, siège de Middelbourg, de la citadelle d'Anvers, funérailles de l’Archiduc Albert), pas un personnage de l’époque de Jonghelinck (tel Jean de Montfort, le duc d’Albe, le cardinal Granvelle, Steven van Herwijck, Jacques Zagar) ne lui étaient étrangers. Il publia, en 2009, une ultime synthèse sur l’art et l’histoire de la médaille belge « La Médaille en Belgique des origines à nos jours ».
Durant les dernières semaines de sa vie, il fut fidèle jusqu’au bout à la tâche au point de donner l’accepit de son ultime contribution scientifique consacrée aux médailles du sculpteur Frans Huygelen, l’avant-veille de son décès, survenu le 3 juillet 2013.

## Distinctions
- Commandeur de l'ordre de Léopold II

## Ouvrages
- La Statue du duc d’Albe à Anvers par Jacques Jonghelinck[5], Académie royale de Belgique, Classe des beaux-arts, mémoires in-8°, 2e série, t. XIV, fasc. 1, Bruxelles, 1972, 99 p., xxv pl.
- Jacques Jonghelinck, sculpteur, médailleur et graveur de sceaux (1530-1606), Publications d’histoire de l’art et d’archéologie de l’université catholique de Louvain, XC. Numismatica Lovaniensia 15, Louvain-la-Neuve, 1996, 559 p., cxiii pl.  (ISBN 978-2960046243)
- Les Waterloos, graveurs bruxellois de médailles et de sceaux (xviie siècle), Numismatica Lovaniensia 19, Louvain-la-Neuve, 2004, 290 p., ill., xxiv pl.
- La Médaille en Belgique des origines à nos jours, Wetteren, 2009, 294 p., 490 ill.  (ISBN 978-90-90240-39-8)[6]

## Articles de revues
1. La grande médaille de Philippe II attribuée à Conrad Bloc, Jaarboek voor Munt- en Penningkunde 52-53 (1965-1966), p. 29-42.
2. Le Palais d’Egmont, Belext (1967), p. 9-16 (Réédition sous le titre Egmont, revue, augmentée et illustrée en version quadrilingue française, néerlandaise, anglaise et allemande, par INBEL en 1977, 89 p.).
3. La médaille de Lucas Munich, dernier abbé de Saint-Bavon à Gand (1559), RBN cxiii (1967), p. 57-79.
4. Une médaille inédite de Jean Franckaert, ami de Bruegel l’Ancien par Jacques Jonghelinck, RBN cxiii (1967), p. 81-86.
5. Médaillons des rois catholiques Ferdinand et Isabelle, RBN cxiv (1968), p. 81-93.
6. Deux médailles à l’effigie de l’armateur anversois Gilles Hooftman, RBN cxiv (1968), p. 95-109.
7. Quentin Metsys médailleur d’Érasme, Scrinium Erasmianum (1969), p. 513-525.
8. Jacques Jonghelinck, waradin de la Monnaie d’Anvers de 1572 à 1606, RBN cxv (1969), p. 83-247.
9. Les instructions de Floris Florissone, maître particulier de la Monnaie d’Anvers (1572), RBN cxvi (1970), p. 213-243.
10. Une visite au Palais d’Egmont, Belext (1971/3), p. 12-13, 13 photographies.
11. Le tombeau de Charles le Téméraire se présente-t-il aujourd’hui tel qu’il était autrefois ?, Handelingen van het Genootschap voor Geschiedenis « Société d’Émulation » te Brugge 109 (1972), p. 218-225.
12. Jonghelinck (Jacques), Biographie nationale. Académie royale de Belgique, 38, Bruxelles, 1973, col. 370-388.
13. Jonghelinck (Nicolas), Biographie nationale. Académie royale de Belgique, 38, Bruxelles, 1973, col. 389-391.
14. Bacchus et les Sept Planètes par Jacques Jonghelinck, Revue des Archéologues et Historiens d’Art de Louvain 10 (1977), p. 102-143.
15. La statue du duc d’Albe a-t-elle été mise en pièces par la population anversoise en 1577 ?, Jaarboek 1980 van het Koninklijk Museum voor Schone Kunsten te Antwerpen, p. 113-136.
16. Le tombeau de Charles le Téméraire, RBAHA 49-50 (1980-1981), p. 21-53.
17. Jonghelink en Italie, RBN cxxx (1984), p. 119-139.
18. La médaille de Georges de Freundsberg commémorant le siège de Zierikzee (1576), RBN cxxxii (1986), p. 91-105.
19. Jean Second, médailleur, Handelingen van de Koninklijke Kring voor Oudheidkunde, Letteren en Kunst van Mechelen 90 (1986), p. 61-86.
20. Condition des arts et des artistes dans les Pays-Bas au cours de la seconde moitié du XVIe siècle, in La cultura degli arazzi fiamminghi di Marsala tra Flandre, Spagna e Italia. Atti del Convegno internazionale, Marsala, Juglio 1986, Palermo, 1988, p. 125-131.
21. La médaille du comte René de Challant-Valengin, RBN cxxxv (1989), p. 69-78.
22. À propos de Guillaume Dupré, RN 6e s., 32 (1990), p. 232-253.
23. Le séjour à Vienne de Conrad Bloc, RBN cxxxvii (1991), p. 159-164.
24. Projet du peintre Louis David pour une médaille gantoise (1819), RBN cxxxix (1993), p. 307-309.
25. Sine Cerere et Libero friget Venus. À propos de trois médaillons de Steven van Herwijck, RBN cxl (1994), p. 89-91.
26. Tableaux de Jérôme Bosch, de Pierre Bruegel l’Ancien et de Frans Floris dispersés en vente publique à la Monnaie d’Anvers en 1572, RBAHA 64 (1995), p. 33-41.
27. La parentèle de Rubens en médaille : Jean van Boeckel et Catherine de Moy, RBAHA 65 (1996), p. 141-147.
28. Jean de Montfort, médailleur et maître général des Monnaies (vers 1567-1648), RBN cxlii (1996), p. 125-238.
29. Trois médailles anversoises du XVIe siècle : Hans van Bauhuysen (1557), Thomas Fourmennoys (1557), Hans Wynman (1560/1586), RBN cxliii (1997), p. 137-146.
30. La médaille de Jean-Ange Annoni, voiturier milanais établi à Anvers (vers 1560), RBN cxliv (1998), p. 107-111.
31. Les médailles de Jacques de Moor, chirurgien à Anvers (1561 et 1569), RBN cxlv (1999), p. 285-291.
32. Orfèvres et médailleurs anversois au service des rois de Danemark : Eliseus Libaerts, Hans Raadt et Abraham van Nuys, Revue des Archéologues et Historiens d’Art de Louvain 32 (1999), p. 113-123.
33. Un concours d’architecture en 1920 pour l’édification de la Basilique de Koekelberg, Revue des Archéologues et Historiens d’Art de Louvain 33 (2000), p. 65-95.
34. Les médailles de Granvelle, in K. De Jonge et G. Janssens (éds), Les Granvelle et les anciens Pays-Bas, Louvain, 2000, p. 293-320.
35. La médaille de Justus Fit, joaillier de don Carlos (1563), RBN cxlvi (2000), p. 155-159.
36. Une lettre du sculpteur Jacques Jonghelinck au roi de Suède Eric IV (5 mai 1566), RBAHA 70 (2001), p. 133-141.
37. Een art-décofestival : de Internationale Tentoonstelling van Antwerpen in 1930. Het droombeeld van hoofdarchitect Jos Smolderen, M&L (Monumenten en Landschappen), 21/3 (mei-juni 2002), p. 4-29.
38. Jacques Jonghelinck (Jongeling), 1530-1606, in A. Boström (ed.), The Encyclopedia of Sculpture, New York-Londres, 2004, t. II, p. 855-857.
39. La médaille des funérailles de l’archiduc Albert (1622/1623), RBN cl (2004), p. 157-168.
40. Projets de monuments funéraires dressés par Jacques Jonghelinck pour les comtes de Hanau (1558 et 1562), RBAHA 74 (2005), p. 51-62.
41. L’île des pingouins d’Anatole France mise en médaille par Alphonse Darville, Flash Médailles, 2-31 (avril-juin 2007), p. 36-39.
42. Le fonctionnement des ateliers monétaires dans les Pays-Bas aux XVIe et XVIIe siècles, in Gh. Moucharte, M.B. Borba Florenzano, Fr. de Callataÿ, P. Marchetti, L. Smolderen et P. Yannopoulos (éds), Liber amicorum Tony Hackens, Numismatica Lovaniensia, 20, Louvain-la-Neuve, 2007, p. 29-45.
43. La médaille de la fondation de l’abbatiale de Saint-Pierre du Mont-Blandin à Gand par l’orfèvre anversois Jan Jorissen Kavelinckx (1629), RBAHA 76 (2007), p. 35-41.
44. De laatste reis van Karel de Stoute van Nancy naar Brugge, Kunsttijdschrift Vlaanderen. (speciaal nummer « Karel de Stoute en de laat-Bourgondische cultuur »), 58, 325 (april 2009), p. 120-123.
45. Nouvelles recherches sur Jacques Jonghelinck, RBN clvi (2010), p. 129-174.
46. Un médailleur à la cour de Bruxelles Jean de Montfort, ami de Rubens et de Van Dyck, The Medal 60 (2012), p. 16-28.
47. Herwijck (Steven van), dans Allgemeines Künstlerlexikon, 72, 2012, p. 444-445.
48. Hondt (Jean-François De), dans Allgemeines Künstlerlexikon, 74, 2012, p. 387.
49. Huygelen (Frans), dans Allgemeines Künstlerlexikon, 76, 2012, p. 91-92.
50. Jacques Zagar (av. 1530-après 1584), un médailleur méconnu, RBN clviii (2012), p. 235-278.
51. Les médailles du sculpteur Frans Huygelen (1878-1940), In Monte Artium 6 (2013) (sous presse).